# فرانز فوكس (لاعب كرة قدم)
فرانز فوكس هو مدرب كرة قدم ولاعب كرة قدم نمساوي، ولد في 25 نوفمبر 1915 في النمسا، وتوفي في مايو 1990.